# Joeropsis hamatilis
Joeropsis hamatilis är en kräftdjursart som beskrevs av Brian Frederick Kensley och Marilyn Schotte 2002. Joeropsis hamatilis ingår i släktet Joeropsis och familjen Joeropsididae.
Artens utbredningsområde är Madagaskar. Inga underarter finns listade i Catalogue of Life.